# Astragalus cornubovis
Astragalus cornubovis är en ärtväxtart som beskrevs av Vladimir Ippolitovich Lipsky. Astragalus cornubovis ingår i släktet vedlar, och familjen ärtväxter. Inga underarter finns listade i Catalogue of Life.